# University of Malawi College of Medicine
Le Collège de médecine de l'Université du Malawi (UMCM), également appelé Collège de médecine du Malawi à Blantyre, est un collège constitutif de l'Université du Malawi, la plus ancienne et la plus grande université publique du pays. Le collège abrite la faculté de médecine de l'université et est la seule école de médecine du Malawi.

## Localisation
Le campus principal du collège est situé le long de l'avenue Mahatma Gandhi, dans la ville de Blantyre, la capitale financière et la plus grande ville du Malawi, à côté de l'hôpital central Queen Elizabeth, l'hôpital d'enseignement de l'Université : 15° 48′ 06″ S, 35° 00′ 56″ E.
Le collège médical maintient un second campus le long de Mzimba Road, dans la capitale nationale de Lilongwe, à 312 km, par la route, au nord-ouest du campus principal de Blantyre. Les coordonnées du second campus sont : 13° 58′ 35″ S, 33° 46′ 53″ E.
Un troisième campus est prévu dans la ville de Mangochi, le long de la rive sud du lac Malawi, dans les locaux de l'hôpital du district de Mangochi.

## Vue d'ensemble
Le collège a été créé par l'Université du Malawi en 1991. C'est l'un des quatre collèges constitutifs de l'université, les trois autres étant (a) Chancellor College à Zomba, (b) The Polytechnic, à Blantyre et (c) Kamuzu College of Nursing, à Blantyre et Lilongwe. Le programme académique d'ancrage est le baccalauréat en médecine et en chirurgie (MBBS), d'une durée de cinq ans. Les autres programmes de premier cycle comprennent le Bachelor of Pharmacy et le Bachelor of Medical Laboratory Technology.
Les diplômes de troisième cycle offerts au collège médical comprennent le Master of Public Health de deux ans, le Master of Medicine de quatre ans dans les disciplines cliniques, et un programme de doctorat en collaboration avec des institutions extérieures.

## Cours de premier cycle
Les cours de premier cycle suivants sont proposés à l'UMCM.
- Licence en médecine et en chirurgie (MBBS)
- Baccalauréat en pharmacie (BPharm)
- Bachelor of Science en technologie de laboratoire médical (BScMLT)

## Cours de troisième cycle
Les cours de troisième cycle suivants sont proposés à l'UMCM:
- Master of Medicine (MMed) en médecine interne
- Master of Medicine (MMed) en médecine de famille
- Master of Medicine (MMed) en obstétrique et gynécologie
- Maîtrise en médecine (MMed) en pédiatrie
- Maîtrise en médecine (MMed) en chirurgie générale
- Docteur en philosophie (PhD)